# 多方球
在天文物理學上的多方球（或稱為多層球，Polytrope），是指莱恩－埃姆登方程中壓力與密度關係的解，表示方程式為 {\displaystyle P=K\rho ^{((n+1)/n)}}。這裡 {\displaystyle P} 是壓力、{\displaystyle \rho } 是密度、{\displaystyle K} 是常數、常數 {\displaystyle n} 則是多方指數。這個關係式並不能解釋為状态方程，雖然遵循這個方程式狀態的氣體會在莱恩－埃姆登方程中有多個解。相反地，這是表示一個假設中壓力 {\displaystyle P} 和半徑以及密度 {\displaystyle \rho } 和半徑變化的簡單關係式，產生了莱恩－埃姆登方程的解。
有時候「Polytrope」可能會用來指一個看起來類似上述類似的熱力學關係狀態方程，雖然這可能造成混亂必須要避免。這個詞比較適合用來指流體本身（而不是莱恩－埃姆登方程的解）。多方流體的狀態方程使用相當廣泛，因此這樣的理想化流體可在多方球的限制性問題之外廣泛出現。

## 不同的多方指數下範例

密度（歸一化平均密度）和半徑（歸一化到外部半徑）在多方指數是3的狀態下關係。

- 中子星在 {\displaystyle n=0.5} 到 {\displaystyle n=1} 之間時可良好擬合多方球概念模型。

- {\displaystyle n=1.5} 的多方球擬合以简并态物质組成的恆星核心（例如紅巨星的核心）、白矮星、棕矮星、氣體巨行星，甚至是類地行星。

- 太陽等主序星則符合 {\displaystyle n=3} 時的模型，這對應恆星結構的愛丁頓標準模型。

- {\displaystyle n=5} 時半徑無限大。這對應最簡單的自洽恆星系統合理模型，該模型首次由阿瑟·舒斯特於1883年首次提出。

- 如果 {\displaystyle n=\infty }，這個狀況對應於「絕熱球」，這是絕熱的自重力氣體球，它的結構和球狀星團中無碰撞恆星系統的結構相同。

注意多方指數越高，在中心的密度分布就越緊密。